# Stepfather (2009)
Stepfather von Regisseur Nelson McCormick ist eine Neuverfilmung des gleichnamigen Horrorfilms von 1987. Im Original führte Joseph Ruben Regie.

## Handlung
Michael Harding war ein Jahr lang auf der Militärschule. Als er wieder nach Hause zurückkehrt, hat seine Mutter Susan einen neuen Mann kennengelernt: David Harris soll sein Stiefvater (englisch: „Stepfather“) werden. Nach außen wirkt David wie der perfekte neue Vater und Ehemann, doch Michael hat als Einziger ein schlechtes Gefühl – er traut ihm nicht.
Zusammen mit seiner Freundin Kelly und seinem echten Vater Jay sucht Michael in der Vergangenheit Davids nach Hinweisen. Auch Susans Schwester und eine Freundin stellen Nachforschungen an. Nach und nach kommt Davids schreckliche Geschichte zum Vorschein – er hatte bereits mehrere Familien umgebracht, um sich dann in einer neuen Stadt erneut unter neuem Namen eine neue Existenz aufzubauen.
Als mehrere Leute innerhalb seines Umfelds getötet werden, versteht Michael, dass sein zukünftiger Stiefvater hinter ihm her ist. Als er die Leiche seines echten Vaters im Keller findet, setzt er alles daran, sich, seine Familie und seine Freundin zu retten, bevor sie die nächsten Opfer werden. Am Ende des Kampfes reißt David Michael vom Dach und beide liegen bewusstlos am Boden.
Als Michael nach einem einmonatigen Koma erwacht, erfährt er von seiner Freundin und seiner Mutter, dass David fliehen konnte, bevor die Polizei eintraf. In der letzten Szene sieht man, wie er mit einem neuen Namen und Job eine verwitwete Frau mit deren Kindern anspricht.

## Hintergrund
Terry O’Quinn, der in den ersten beiden ursprünglichen Teilen den Stiefvater verkörperte, wurde von Nelson McCormick gefragt, ob er nicht auch im Remake mitspielen wolle. Laut Aussage vom Produzent Mark Morgan hat O’Quinn das Angebot abgelehnt.

## Kritiken
„Das schale Remake eines spannenden Horrorfilms aus dem Jahr 1986 […], das auf Handlungslogik und stimmige Motivationen komplett verzichtet.“

## Kino
- In den Vereinigten Staaten kam der Film am 16. Oktober 2009 in die Kinos.
- In Deutschland kam der Film am 7. Januar 2010 in die Kinos.